# 22370 Italocalvino
22370 Italocalvino este un asteroid din centura principală de asteroizi.

## Descriere
22370 Italocalvino este un asteroid din centura principală de asteroizi. A fost descoperit pe 15 octombrie 1993 la Bassano Bresciano de Observatorul din Bassano Bresciano. Asteroidul prezintă o orbită caracterizată de o semiaxă mare de 3,20 ua, o excentricitate de 0,19 și o înclinație de 2,6° în raport cu ecliptica.